# ميندين (نيفادا)
ميندين (بالإنجليزية: Minden)‏ هي بلدة غير مدخلة في مقاطعة دوغلاس في ولاية نيفادا الأمريكية.  بلغ عدد السكان 3,001 نسمة حسب تعداد عام 2010. البلدة هي مقر مقاطعة دوغلاس  وهي متاخمة لمدينة غاردنرفيل. تأسست في عام 1906 على يد رجل يدعى هاينريش فريدريش دانغبرغ الابن، والذي سماها على مدينة مندن في ولاية شمال الراين-وستفاليا الألمانية، والتي تقع بالقرب من مسقط رأس والده.  تأسست ميندن على أرض مزرعة دانغبرغ الرئيسية وأمر دانغبرغ ببناء معظم المباني الأولى في المدينة.  وتملك مندن مكتب بريد منذ عام 1906. 
يمر طريق الولايات المتحدة 395 عبر ميندن. وهو أيضا المحطة الأخيرة في طريق نيفادا 88، الذي يصبح طريق كاليفورنيا 88 على الجانب الغربي من حدود الولاية.
يقع حرم دوغلاس الجامعي من كلية نيفادا الغربية في ميندن.

## التركيبة السكانية
حدّد مكتب تعداد الولايات المتحدة بيانات التركيبة السكانية لميندين في تعداد الولايات المتحدة. في ما يلي، التركيبة السكانية حسب تعدادي 2000 و2010.

### تعداد عام 2000
بلغ عدد سكان ميندين 2,836 نسمة بحسب تعداد عام 2000، وبلغ عدد الأسر 1,166 أسرة وعدد العائلات 839 عائلة مقيمة في المنطقة السكنية. في حين سجلت الكثافة السكانية 255.5 نسمة لكل كيلومتر مربع (661.7/ميل2). وبلغ عدد الوحدات السكنية 1,231 وحدة بمتوسط كثافة قدره 110.9 لكل كيلومتر مربع (287.2/ميل2).
وتوزع التركيب العرقي للمنطقة السكنية بنسبة 94.04% من البيض و0.07% من الأمريكيين الأفارقة و0.71% من الأمريكيين الأصليين و1.13% من الأمريكيين ذوي الأصول الآسيوية و0.11% من سكان جزر المحيط الهادئ و2.08% من الأعراق الأخرى و1.87% من عرقين مختلطين أو أكثر و6.59% من الهسبانيون أو اللاتينيون من أي عرق.
بلغ عدد الأسر 1,166 أسرة كانت نسبة 30% منها لديها أطفال تحت سن الثامنة عشر تعيش معهم، وبلغت نسبة الأزواج القاطنين مع بعضهم البعض 62.4% من أصل المجموع الكلي للأسر، ونسبة 7.7% من الأسر كان لديها معيلات من الإناث دون وجود شريك، بينما كانت نسبة 1.8% من الأسر لديها معيلون من الذكور دون وجود شريكة وكانت نسبة 28% من غير العائلات. تألفت نسبة 23% من أصل جميع الأسر من عدة أفراد يعيشون في نفس المنزل ونسبة 11.5% كانت تتألف من شخص يعيش بمفرده يبلغ من العمر 65 عاماً أو أكثر. وبلغ متوسط حجم الأسرة المعيشية 2.38، أما متوسط حجم العائلات فبلغ 2.78.
بلغ العمر الوسطي للسكان 45.6 عاماً. وكانت نسبة 21.9% من القاطنين تحت سن الثامنة عشر، وكانت نسبة 3.9% بين الثامنة عشر والرابعة والعشرين عاماً، ونسبة 21.3% كانت واقعةً في الفئة العمرية ما بين الخامسة والعشرين والرابعة والأربعين عاماً، ونسبة 27.3% كانت ما بين الخامسة والأربعين والرابعة والستين، ونسبة 23.4% كانت ضمن فئة الخامسة والستين عاماً فما فوق. يوجد لكل 100 أنثى 92.9 ذكر، ويوجد لكل 100 أنثى في الثامنة عشر من عمرها فما فوق 89.1 ذكر.
بلغ متوسط دخل الأسرة في المنطقة السكنية 56,795 دولارًا، أما متوسط دخل العائلة فبلغ 64,375 دولارًا. وكان متوسط دخل الذكور 40,833 دولارًا مقابل 34,700 دولارًا للإناث. وسجل دخل الفرد الخاص بالمنطقة السكنية 30,405 دولارًا. وكانت نسبة 3.7% من العائلات ونسبة 5.4% من السكان تحت خط الفقر، وكان من هؤلاء نسبة 10.2% تحت سن الثامنة عشر ونسبة 1.5% في الخامسة والستين من العمر وما فوق.

### تعداد عام 2010
بلغ عدد سكان ميندين 3,001 نسمة بحسب تعداد عام 2010، وبلغ عدد الأسر 1,348 أسرة وعدد العائلات 865 عائلة مقيمة في المنطقة السكنية. في حين سجلت الكثافة السكانية 270.4 نسمة لكل كيلومتر مربع (700.3/ميل2). وبلغ عدد الوحدات السكنية 1,479 وحدة بمتوسط كثافة قدره 133.2 لكل كيلومتر مربع (345.0/ميل2).
وتوزع التركيب العرقي للمنطقة السكنية بنسبة 91.94% من البيض و0.27% من الأمريكيين الأفارقة و0.80% من الأمريكيين الأصليين و1.67% من الأمريكيين ذوي الأصول الآسيوية و3.10% من الأعراق الأخرى و2.23% من عرقين مختلطين أو أكثر و9.23% من الهسبانيون أو اللاتينيون من أي عرق.
بلغ عدد الأسر 1,348 أسرة كانت نسبة 21.8% منها لديها أطفال تحت سن الثامنة عشر تعيش معهم، وبلغت نسبة الأزواج القاطنين مع بعضهم البعض 51.2% من أصل المجموع الكلي للأسر، ونسبة 10.5% من الأسر كان لديها معيلات من الإناث دون وجود شريك، بينما كانت نسبة 2.5% من الأسر لديها معيلون من الذكور دون وجود شريكة وكانت نسبة 35.8% من غير العائلات. تألفت نسبة 29.5% من أصل جميع الأسر من عدة أفراد يعيشون في نفس المنزل ونسبة 15.1% كانت تتألف من شخص يعيش بمفرده يبلغ من العمر 65 عاماً أو أكثر. وبلغ متوسط حجم الأسرة المعيشية 2.16، أما متوسط حجم العائلات فبلغ 2.64.
بلغ العمر الوسطي للسكان 50.7 عاماً. وكانت نسبة 16.9% من القاطنين تحت سن الثامنة عشر، وكانت نسبة 5.7% بين الثامنة عشر والرابعة والعشرين عاماً، ونسبة 18.1% كانت واقعةً في الفئة العمرية ما بين الخامسة والعشرين والرابعة والأربعين عاماً، ونسبة 32.6% كانت ما بين الخامسة والأربعين والرابعة والستين، ونسبة 26.8% كانت ضمن فئة الخامسة والستين عاماً فما فوق. وتوزع التركيب الجنسي للسكان بنسبة 48.5% ذكور و51.5% إناث.

## المناخ
يظهر الجدول التالي التغييرات المناخية على مدار السنة لميندين:
| البيانات المناخية لـميندين                     | البيانات المناخية لـميندين | البيانات المناخية لـميندين | البيانات المناخية لـميندين | البيانات المناخية لـميندين | البيانات المناخية لـميندين | البيانات المناخية لـميندين | البيانات المناخية لـميندين | البيانات المناخية لـميندين | البيانات المناخية لـميندين | البيانات المناخية لـميندين | البيانات المناخية لـميندين | البيانات المناخية لـميندين | البيانات المناخية لـميندين |
| الشهر                                          | يناير                      | فبراير                     | مارس                       | أبريل                      | مايو                       | يونيو                      | يوليو                      | أغسطس                      | سبتمبر                     | أكتوبر                     | نوفمبر                     | ديسمبر                     | المعدل السنوي              |
| ---------------------------------------------- | -------------------------- | -------------------------- | -------------------------- | -------------------------- | -------------------------- | -------------------------- | -------------------------- | -------------------------- | -------------------------- | -------------------------- | -------------------------- | -------------------------- | -------------------------- |
| الدرجة القصوى °ف (°م)                          | 72 (22)                    | 77 (25)                    | 84 (29)                    | 90 (32)                    | 95 (35)                    | 105 (41)                   | 109 (43)                   | 105 (41)                   | 102 (39)                   | 94 (34)                    | 80 (27)                    | 72 (22)                    | 109 (43)                   |
| متوسط درجة الحرارة الكبرى °ف (°م)              | 47.4 (8.6)                 | 53.2 (11.8)                | 58.7 (14.8)                | 65.2 (18.4)                | 73.4 (23.0)                | 83.3 (28.5)                | 91.6 (33.1)                | 90.9 (32.7)                | 83.6 (28.7)                | 72.2 (22.3)                | 57.8 (14.3)                | 48.8 (9.3)                 | 68.8 (20.4)                |
| متوسط درجة الحرارة الصغرى °ف (°م)              | 16.7 (−8.5)                | 20.8 (−6.2)                | 24.5 (−4.2)                | 28.3 (−2.1)                | 35.0 (1.7)                 | 41.7 (5.4)                 | 46.1 (7.8)                 | 44.2 (6.8)                 | 37.7 (3.2)                 | 28.6 (−1.9)                | 21.8 (−5.7)                | 16.1 (−8.8)                | 30.1 (−1.1)                |
| أدنى درجة حرارة °ف (°م)                        | −24 (−31)                  | −24 (−31)                  | −9 (−23)                   | 9 (−13)                    | 16 (−9)                    | 22 (−6)                    | 29 (−2)                    | 28 (−2)                    | 20 (−7)                    | 3 (−16)                    | −9 (−23)                   | −22 (−30)                  | −24 (−31)                  |
| الهطول إنش (مم)                                | 1.47 (37)                  | 1.19 (30)                  | 1.10 (28)                  | 0.33 (8.4)                 | 0.46 (12)                  | 0.42 (11)                  | 0.22 (5.6)                 | 0.33 (8.4)                 | 0.39 (9.9)                 | 0.58 (15)                  | 0.89 (23)                  | 1.00 (25)                  | 8.38 (213.3)               |
| متوسط تساقط الثلوج إنش (سم)                    | 6.0 (15)                   | 4.1 (10)                   | 3.4 (8.6)                  | 1.2 (3.0)                  | 0.1 (0.25)                 | 0.0 (0.0)                  | 0.0 (0.0)                  | 0.0 (0.0)                  | 0.0 (0.0)                  | 0.3 (0.76)                 | 1.7 (4.3)                  | 4.1 (10)                   | 20.9 (51.91)               |
| متوسط أيام هطول الأمطار (≥ 0.01 inch)          | 5.5                        | 5.3                        | 4.4                        | 2.4                        | 3.1                        | 2.1                        | 1.2                        | 1.9                        | 2.5                        | 2.8                        | 3.8                        | 4.1                        | 39.1                       |
| متوسط الأيام المثلجة (≥ 0.1 inch)              | 2.4                        | 1.8                        | 1.4                        | 0.6                        | 0.1                        | 0.0                        | 0.0                        | 0.0                        | 0.0                        | 0.1                        | 0.9                        | 1.6                        | 8.9                        |
| المصدر: الإدارة الوطنية للمحيطات والغلاف الجوي |                            |                            |                            |                            |                            |                            |                            |                            |                            |                            |                            |                            |                            |